# 2016年夏季奧林匹克運動會女子10公里馬拉松游泳比賽
2016年夏季奥林匹克运动会女子10公里马拉松游泳比赛于2016年8月15日在巴西里約熱內盧科帕卡瓦納砲台举行。
荷兰运动员莎龙·范劳文达尔在比赛中以1小时56分32秒1获得金牌；拉凯莱·布鲁尼以17.4秒之差获得银牌；铜牌则由东道主选手波利亚娜·冲本获得，这枚铜牌既是巴西队在这一届奥运游泳项目上获得的唯一一枚奖牌，也是巴西女子游泳队获得的第一枚奥运奖牌。法国选手奥雷莉·米勒原本第二个到达终点，但由于她在抵达终点线时将布魯尼按入水中，她的成绩被取消。

## 参赛资格
女子10公里马拉松游泳比赛共有25个参赛名额，参赛名额分配如下：
- 2015年世界游泳锦标赛公开水域游泳比赛女子10公里前10名
- 2016年奥运马拉松游泳预选赛（2016年6月11日至12日在葡萄牙塞图巴尔举办）前9名[5]
- 2016年奥运马拉松游泳预选赛五大洲（亚洲、非洲、欧洲、美洲、大洋洲）成绩最佳的运动员（不包括赛事获得前9名的运动员）
- 主办国名额1个（如果主办国已经在世锦赛及奥运资格赛取得参赛资格，参赛名额则由其他成绩较佳的运动员取代）

本届比赛实际参赛人数为26人。俄罗斯选手Anastasiya Krapyvina因有过禁药史而被国际游泳联合会于2016年7月25日宣布取消资格，在2015年世界游泳锦标赛女子10公里公开水域获得第11名的匈牙利选手欧洛斯·安娜因此递补获得资格。尽管Krapyvina的参赛资格后来由国际奥委会恢复，原本分配给欧洛斯的递补资格仍然有效。

## 賽前準備與比賽環境
是次賽事在科帕卡瓦納海灘附近的水域舉行，並以科帕卡瓦納砲台為起點。體育網站運動部落格國度刊出的評論認為，是次賽事的比賽環境並不理想，因為比預期高的風勢會令水面泛起波浪，而且天氣比典型的馬拉松游泳比賽稍微冷了一點。
比賽水域的水質安全引起外界疑慮，雖然奧運官方人員已申明水質可供運動員安全作賽，但許多選手在賽前仍服用抗生素；另外，有幾名選手早前來到賽場測試水質，均沒發現重大問題。運動部落格國度的評論指出，賽場並不會含有未經處理的污水、或是滋生極大量細菌，因為水流和大雨能冲走污物，而賽前相對較乾燥的氣候則能夠保持水質安全。
在巴西時間8月12日，供是次賽事使用的出發台受潮汐影響而破裂，導致原定翌日早上舉行的訓練被迫取消，主辦單位以備用的出發台替換之。

## 结果
| 排名 | 运动员                  | 代表团     | 时间      | 落后时间 | 备注     |
| ---- | ----------------------- | ---------- | --------- | -------- | -------- |
| 金牌 | 莎龙·范劳文达尔         | 荷兰       | 1:56:32.1 |          |          |
| 銀牌 | 拉凯莱·布鲁尼           | 意大利     | 1:56:49.5 | +17.4    |          |
| 銅牌 | 波利亚娜·冲本           | 巴西       | 1:56:51.4 | +19.3    |          |
| 4    | 辛鑫                    | 中国       | 1:57:14.4 | +42.3    |          |
| 5    | 黑莉·安德森             | 美国       | 1:57:20.2 | +48.1    |          |
| 6    | Isabelle Härle          | 德国       | 1:57:22.1 | +50.0    |          |
| 7    | 克丽-安妮·佩恩          | 英国       | 1:57:23.9 | +51.8    |          |
| 8    | Anastasiya Krapyvina    | 俄罗斯     | 1:57:25.9 | +53.8    | 一次警告 |
| 9    | 萨曼莎·阿雷瓦洛         | 厄瓜多尔   | 1:57:27.2 | +55.1    |          |
| 10   | 安娜·玛赛拉·库尼亚      | 巴西       | 1:57:29.0 | +56.9    |          |
| 11   | Kalliopi Araouzou       | 希腊       | 1:57:31.6 | +59.5    |          |
| 12   | 贵田裕美                | 日本       | 1:57:35.2 | +1:03.1  | 一次警告 |
| 13   | 伊娃·利茲托夫           | 匈牙利     | 1:57:42.8 | +1:10.7  | 一次警告 |
| 14   | 欧洛斯·安娜             | 匈牙利     | 1:57:45.5 | +1:13.4  |          |
| 15   | 切尔茜·古贝卡           |            | 1:58:12.7 | +1:40.6  |          |
| 16   | Špela Perše             | 斯洛文尼亚 | 1:58:59.6 | +2:27.5  | 一次警告 |
| 17   | Erika Villaécija García | 西班牙     | 1:59:04.8 | +2:32.7  | 一次警告 |
| 18   | Michelle Weber          | 南非       | 1:59:05.0 | +2:32.9  |          |
| 19   | Jana Pechanová          | 捷克       | 1:59:07.7 | +2:35.6  |          |
| 20   | Paola Pérez             | 委内瑞拉   | 1:59:07.7 | +2:35.6  |          |
| 21   | 颜海蒂                  | 马来西亚   | 1:59:07.9 | +2:35.8  | 一次警告 |
| 22   | Joanna Zachoszcz        | 波兰       | 1:59:20.4 | +2:48.3  | 一次警告 |
| 23   | Stephanie Horner        | 加拿大     | 1:59:22.1 | +2:50.0  | 一次警告 |
| 24   | Vânia Neves             | 葡萄牙     | 2:01:39.3 | +5:07.2  | 一次警告 |
| 25   | Reem Kaseem             | 埃及       | 2:05:19.1 | +8:47.0  |          |
|      | 奥雷莉·米勒             | 法国       |           |          | DSQ      |